# Una bugia per due
Una bugia per due (Je ne suis pas un héros) è un film francese del 2023 diretto da Rudy Milstein.

## Trama
Louis fa l'avvocato in un grande studio legale. La sua vita cambia drasticamente il giorno in cui il suo medico gli dice che ha il cancro: i suoi genitori si riconciliano, i suoi colleghi diventano premurosi nei suoi confronti, ma la diagnosi si rivela sbagliata: in realtà, Louis è perfettamente sano. Tuttavia, è riluttante a dire a tutti la verità per paura che le cose ritornino come prima.

## Promozione
Il primo trailer italiano del film è stato diffuso l'8 gennaio 2024.

## Riconoscimenti
Il film ha partecipato in concorso al Festival Jean-Carmet del 2023, vincendo il premio del pubblico alla miglior attrice non protagonista per Géraldine Nakache.